# Альдхельм
Альдхельм (англ. Aldhelm, др.-англ. Ealdhelm; 639 — 25 мая 709) — английский церковный деятель и латинский писатель.
Являлся аббатом Мальмсберийского монастыря в Англии, позже занял пост епископа Шерборнского. При нём построены храмы в Мальмсбери, Брутоне и Уархеме, монастыри во Фроуме и Брадфорде.
Альдхельм — автор многих сочинений на латыни, его главный труд — письма к «Ацирцию» (то есть к королю Нортумбрии Элдфриту), содержащие сочинённые им латинские загадки (Aenigmata).